# 이에촌
이에촌(일본어: 伊江村)은 일본 오키나와현 구니가미군의 촌이다. 오키나와섬의 모토부 반도에서 북서쪽으로 9km 떨어진 곳에 있는 둘레 22.4km의 이에섬으로 이루어져 있다.

## 지리
오키나와섬 모토부 반도에서 북서쪽으로 약 9km 떨어진 이에섬 전부로 이루어져 있다. 섬의 중앙에서 약간 동쪽에는 섬의 최고봉인 구스쿠산(해발 172.2m)이 있다.
산업은 주로 농업, 어업으로 이루어져 있으며 모토부항에서 페리로 30분 남짓의 거리이기 때문에 "당일치기 여행이 가능한 섬"으로도 인기가 높다. 또 태평양 전쟁에 관한 시설·사적도 있어 일본 수학여행 코스에 포함되는 일도 많다.
가와히라, 히가시에마에, 히가시에우에, 니시에마에, 니시에우에, 아라, 마자, 니시자키 등 8개 취락으로 구성된다. 정기편 페리가 발착하는 항구가 있는 가와히라 주변이 섬의 중심이 되어 있다. 섬의 북서부에는 주일미군의 이에시마 보조 비행장이 있으며 섬 면적의 약 35%를 차지한다.

### 인접한 자치체
- 나고시
- 나키진촌

## 역사
- 1701년 - 히가시우에촌·니시우에촌·가와히라촌이 두어졌다.
- 1875년 - 히가시우에촌이 히가시에우에촌과 히가시에마에촌으로, 니시우에촌이 니시에우에촌과 니시촌으로 각각 나뉘었다.
- 1908년 - 촌제가 시행되면서 기존의 촌들이 합쳐져 이에촌이 성립하였다.

## 경제
농어업 외에 관광업이 번성하고 1차 산업과 3차 산업의 종사자 비율은 거의 같다. 농업으로는 오키나와현 전체에서 번성하는 사탕수수 외에 담배, 꽃나무, 육우 등의 생산이 활발하다.

## 교통

### 항로
- 이에항

### 공항
- 이에지마 공항